# 吉村那奈美
吉村 那奈美（よしむら ななみ、1993年1月21日 - ）は、日本の女性声優、歌手。山形県出身。青二プロダクション所属。
声優としての主な代表作に『8 beat Story♪』（源氏ほたる）などがある。

## 来歴
ラジオやナレーションといった声を使う仕事に関心があり、声優を志す。
尚美ミュージックカレッジ専門学校出身。
2014年1月26日には美のパイオニア・オスカープロモーションと声の老舗・青ニプロダクション、博報堂が共同で開催した女優・声優を発掘する第1回全日本美声女コンテストにて、ファイナル前の一般投票によりマルチメディア賞を受賞。青二プロダクションに所属する。2014年4月、第1回全日本美声女コンテストのファイナリストの中から選ばれた8人（辻美優、花房里枝、希水しお、吉村那奈美、入江麻衣子、美波わかな、奥谷楓、大槻瞳）で組まれた期間限定ユニット「ハニーチェガールズ」として3か月間活動。
2016年5月にはスマートフォン向けゲーム『8 beat Story♪』で、源氏ほたる役に抜擢され、声優ユニット・8/pLanet!!への所属が決定し活動を始める。また、メンバーには美声女コンテストの同期である美波わかながいる。

## 人物
趣味には水族館めぐり・読書・音楽鑑賞を挙げている。特技はバレーボールとスキー。愛称は、「ななみん」・「ななみちゃん」としている。
同じ美声女コンテスト出身の奥谷楓とはラジオで共にパーソナリティを務めたりなど縁が深く仲が良い。

## 出演
太字はメインキャラクター。

### テレビアニメ
2018年
- 新幹線変形ロボ シンカリオン（2018年 - 2019年、月山シノブ）
- ムヒョとロージーの魔法律相談事務所（ヨシオ）

2020年
- デジモンアドベンチャー:（女性、難民デジモン）

2022年
- BABY-HAMITANG（ベイビーたち）
- シルバニアファミリー シリーズ（2022年 - 2023年、アプリコット、フローラ、アンジェリカ） - 2シリーズ

2024年
- JOCHUM（ちまた）

### 劇場アニメ
- 映画 プリキュアオールスターズNewStage3 永遠のともだち（2014年、女子生徒[14][15]）
- 劇場版 新幹線変形ロボ シンカリオン 未来からきた神速のALFA-X（2019年、月山シノブ[16]）

### ゲーム
2015年
- ウチの姫さまがいちばんカワイイ（笑猫姫 チェシャ・フリージア）
- クイズRPG 魔法使いと黒猫のウィズ（ヴィヴィ・ナイトメア）
- フォルティシア（イナフィア 他）
- 部活少女バトル（速水真彩、道内舞夏 他）

2016年
- 8 beat Story♪（源氏ほたる）
- 逆転オセロニア（オルトロス）

2017年
- エアリアルレジェンズ（アスナ、乙姫、ロウラ、パラケルスス）

2018年
- モン娘☆は〜れむ（セロ）
- GIGANT SHOCK（ラン）
- 運命と出会う共闘RPG フォルティシア（イナフィア 他）

2020年
- VALIANT TACTICS ―ヴァリアント タクティクス―（エレノア）

2021年
- テイルズ オブ クレストリア（ノーム）

2023年
- 夢冒険（もぷとん）

### ドラマCD
- 8 beat story♪ドラマCDvol.1「出会いと始まりの物語」（源氏ほたる）

### 吹き替え
- オン・ザ・ロック

### PV
- うらみちお兄さん（2017年、子供たち）[22]

### ナレーション
- マツモトキヨシ店内放送「ハニーチェ（博報堂）2014年5月13日〜20日」

### ラジオドラマ
- 青山二丁目劇場－仮面の日ー
- みんなの作文（朗読）

### インターネット番組
- Cafe de SAPPHIRYS（2016年）[23]
- エビストニュース（2016年 - ）回替わりパーソナリティ[24]
- ハニプラTV〜8/pLanet!!の課外授業に行ってみよー（2016年 - ）
- 【青二プロ】吉村那奈美のお話しませんか？（SHOWROOM、パーソナリティ）

### 雑誌
- 『光文社』（女性自身 VOL.1 - VOL.3）2014年5月13日 - 2014年6月10日 美容シャンプーハニーチェコラム

### その他コンテンツ
- ももくろちゃんZ ぐーちょきぱーてぃー （2017年、ぱむぱむ）[25]
- オスカープロモーション2015年版カタログ[26]

### イベント
- ハニーチェPRキャラクター、ハニーチェガールズ（博報堂 LIB JAPAN）[27]
  - Honeyceサンプリングイベント（2014年4月7日、マツモトキヨシ渋谷店）[28]
  - 静岡キャラバン（2014年4月16日、マツモトキヨシ）

### 広報大使
- LIB JAPAN Honeyce'Girls（2014年）

### CM・広告
- 『博報堂』（ハニーチェ）[29]
  - ハニーチェガールズJR編 シティリビング JR女性専用車両トレインチャンネル 2014年4月9日 - 4月22日
  - ハニーチェガールズWEB編 LIB JAPAN 3月21日 - 4月21日

### ドキュメンタリー
- 全日本美声女コンテスト密着ドキュメンタリー（2014年、J:COM）

## 受賞歴
- 第1回国民的美声女コンテスト マルチメディア賞（2014年1月）

## キャラクターソング
| 発売日   | タイトル            | 名義 | 楽曲                                    | タイアップ |
| 2016年   | 2016年              | 2016年 | 2016年                                  | 2016年 |
| -------- | ------------------- | --- | --------------------------------------- | --- |
| 6月8日   | ファンタジア        | 8/pLanet! | 「ファンタジア」                        | ゲーム『8 beat Story♪』主題歌 インターネット番組『ハニプラTV〜8/pLanet!!の課外授業に行ってみよー』オープニングテーマ |
| 6月8日   | ファンタジア        | 桜木ひなた（社本悠）、水瀬鈴音（吉井彩実）、姫咲杏梨（金魚わかな）、星宮ゆきな（和氣あず未）、源氏ほたる（吉村那奈美） | 「BoyFriend」                           | ゲーム「8 beat Story♪」関連曲                                                                                        |
| 10月19日 | Halloween☆Night     | 8/pLanet! | 「Halloween☆Night」                     | ゲーム「8 beat Story♪」関連曲                                                                                        |
| 10月19日 | Halloween☆Night     | 源氏ほたる（吉村那奈美）、桜木ひなた（社本悠）、水瀬鈴音（吉井彩実）、姫咲杏梨（金魚わかな）、星宮ゆきな（和氣あず未） | 「スクールディスコ」                    | インターネット番組『ハニプラTV〜8/pLanet!!の課外授業に行ってみよー』エンディングテーマ                               |
| 10月19日 | Halloween☆Night     | 桜木ひなた（社本悠）、源氏ほたる（吉村那奈美）、姫咲杏梨（金魚わかな）、星宮ゆきな（和氣あず未）、神楽月（吉岡美咲）   | 「初恋チェリーブロッサム」              | ゲーム『8 beat Story♪』関連曲                                                                                        |
| 11月23日 | BLUE MOON           | 8/pLanet! | 「BLUE MOON」                           | ゲーム『8 beat Story♪』関連曲                                                                                        |
| 12月14日 | ハピ♡メリ           | 8/pLanet! | 「ハピ♡メリ」                           | ゲーム『8 beat Story♪』関連曲                                                                                        |
| 2017年   |                     | |                                         | |
| 2月14日  | 全部、君のために    | 桜木ひなた（社本悠）、水瀬鈴音（吉井彩実）、姫咲杏梨（金魚わかな）、源氏ほたる（吉村那奈美）                           | 「全部、君のために」                    | ゲーム『8 beat Story♪』関連曲                                                                                        |
| 3月15日  | 秘密の部屋の女の子  | 源氏ほたる（吉村那奈美）、メイ（澤田美晴）                                                                             | 「秘密の部屋の女の子」                  | ゲーム『8 beat Story♪』関連曲                                                                                        |
| 4月12日  | DREAMER             | 8/pLanet! | 「DREAMER」                             | ゲーム『8 beat Story♪』関連曲                                                                                        |
| 4月12日  | DREAMER             | 橘彩芽（青野菜月）、水瀬鈴音（吉井彩実）、源氏ほたる（吉村那奈美）、メイ（澤田美晴）                                   | 「オーバードライブ 」                   | ゲーム『8 beat Story♪』関連曲                                                                                        |
| 6月23日  | History             | 水瀬鈴音（吉井彩実）、メイ（澤田美晴）、桜木ひなた（社本悠）、源氏ほたる（吉村那奈美）、星宮ゆきな（和氣あず未）       | 「History」                             | ゲーム『8 beat Story♪』関連曲                                                                                        |
| 7月5日   | ホントの気持ち      | メイ（澤田美晴）、星宮ゆきな（和氣あず未）、橘彩芽（青野菜月）、姫咲杏梨（金魚わかな）、源氏ほたる（吉村那奈美）       | 「ホントの気持ち」                      | ゲーム『8 beat Story♪』関連曲                                                                                        |
| 8月23日  | 源氏物語            | 源氏ほたる（吉村那奈美）                                                                                               | 「源氏物語」                            | ゲーム『8 beat Story♪』関連曲                                                                                        |
| 8月30日  | Remember            | 源氏ほたる（吉村那奈美）、メイ（澤田美晴）、星宮ゆきな（和氣あず未）                                                   | 「Remember」                            | ゲーム『8 beat Story♪』関連曲                                                                                        |
| 8月30日  | Rooting for You     | 8/pLanet! | 「Rooting for You」 「Lovely Summer」   | ゲーム『8 beat Story♪』関連曲                                                                                        |
| 11月15日 | 1st Best Album『8』 | 8/pLanet! | 「ファンタジア」 「BLUE MOON」 「Days」 | ゲーム『8 beat Story♪』関連曲                                                                                        |
| 11月15日 | 1st Best Album『8』 | 桜木ひなた（社本悠）、水瀬鈴音（吉井彩実）、姫咲杏梨（金魚わかな）、星宮ゆきな（和氣あず未）、源氏ほたる（吉村那奈美） | 「BoyFriend」 「スクールディスコ」      | ゲーム『8 beat Story♪』関連曲                                                                                        |
| 11月15日 | 1st Best Album『8』 | 源氏ほたる（吉村那奈美）、メイ（澤田美晴）、姫咲杏梨（金魚わかな）、橘彩芽（青野菜月）                                 | 「Count It Down」                       | ゲーム『8 beat Story♪』関連曲                                                                                        |
| 11月15日 | 1st Best Album『8』 | 源氏ほたる（吉村那奈美）、星宮ゆきな（和氣あず未）、桜木ひなた（社本悠）                                               | 「Toi et Moi」                          | ゲーム『8 beat Story♪』関連曲                                                                                        |
| 11月15日 | 1st Best Album『8』 | 源氏ほたる（吉村那奈美）、メイ（澤田美晴）、星宮ゆきな（和氣あず未）                                                   | 「Go Live!!」                           | ゲーム『8 beat Story♪』関連曲                                                                                        |
| 11月15日 | 1st Best Album『8』 | 桜木ひなた（社本悠）、源氏ほたる（吉村那奈美）、メイ（澤田美晴）                                                       | 「トキメキの15センチ」                  | ゲーム『8 beat Story♪』関連曲                                                                                        |
| 12月29日 | Twinkle Snow        | 8/pLanet! | 「Twinkle Snow」                        | ゲーム『8 beat Story♪』関連曲                                                                                        |
| 2018年   |                     | |                                         | |
| 3月31日  | サクラ涙            | 8/pLanet! | 「サクラ涙」                            | ゲーム『8 beat Story♪』関連曲                                                                                        |
| 4月25日  | Ecstasy             | 源氏ほたる（吉村那奈美）、メイ（澤田美晴）、星宮ゆきな（和氣あず未）                                                   | 「Ecstasy」                             | ゲーム『8 beat Story♪』関連曲                                                                                        |
| 2019年   |                     | |                                         | |
| 5月15日  | Precious Notes      | 8/pLanet! | 「Precious Notes」                      | ゲーム『8 beat Story♪』関連曲                                                                                        |

## ライブ
| 公演年 | タイトル                                                                              | 公演日・会場                          |
| ------ | ------------------------------------------------------------------------------------- | ------------------------------------- |
| 2016年 | TAKE ON ME vol.5 -Girl Music Lab-                                                     | 5月15日 新木場コースト                |
| 2016年 | 8 beat Story♪ 8/pLanet!! 1st LIVE 「先生！ライブはじまっちゃうよ！」                  | 9月24日 渋谷 WWW X                    |
| 2017年 | 8 beat Story♪ 8/pLanet!! 2nd LIVE 「2時間目の授業は…」Sweet編                         | 3月26日 恵比寿ガーデンルーム          |
| 2017年 | 8 beat Story♪ 8/pLanet!! 2nd LIVE 「2時間目の授業は…」Bitter編                        | 3月26日 恵比寿ガーデンルーム          |
| 2017年 | 8beatStory♪第1回リーディング&ミニライブ                                               | 8月19日 日本教育会館一ツ橋ホール      |
| 2017年 | 8beatStory♪ 8/pLanet!! 1st Anniversary 3rd LIVE 「行くぜBLITZ！青春の想いを込めて！」 | 11月12日 マイナビBLITZ赤坂(赤坂BLITZ) |
| 2018年 | 8beatStory♪ 8/pLanet!! 2nd Anniversary 4th LIVE 〜On the pLaNET!! 〜                  | 5月12日 Zepp Divercity Tokyo          |
| 2020年 | 8beatStory♪ 8/pLanet!! 5th LIVE「Thousands Emotions」                                 | 1月26日 サンシティ越谷市民ホール      |
| 2020年 | 8beatStory♪ 8/pLanet!! リクエストSpecial LIVE「What's Your Song?」                    | 1月26日 サンシティ越谷市民ホール      |